# Dikerogammarus villosus
O Dikerogammarus villosus é uma espécie de Amphipoda, popularmente conhecido como "camarão-assassino", apesar de não ser propriamente um camarão. Esse nome popular deve-se ao fato deste animal por muitas vezes apenas matar - mas não comer - determinadas espécies de insetos, em tal proporção que poderia levá-las à extinção.